# إيلا كوفاكس
إيلا كوفاكس (من مواليد 11 ديسمبر 1964) هي عداءة رومانية للمسافات متوسطة متقاعدة وهي من أصل مجري تخصصت في سباق 800 متر.

## المسيرة الرياضية
وفازت بالميداليات البرونزية في بطولة العالم عامي 1991 و 1993، وفازت بلقب بطولة أوروبا لألعاب القوى داخل الصالات في عامي 1985 و 1992. كما احتلت المركز السادس في نهائي 800 متر في أولمبياد 1992. كان أفضل وقت لها في 800 متر من 1:55.68، وهو أسرع وقت في العالم في عام 1985 ‏، واحتلت المرتبة الثانية بعد دوينا ميلينتي في القائمة الرومانية على الإطلاق.

## الإنجازات
| العام           | المسابقة                                    | المكان              | المركز                      | ملاحظة          |                 |
| ممثلة ل رومانيا | ممثلة ل رومانيا                             | ممثلة ل رومانيا     | ممثلة ل رومانيا             | ممثلة ل رومانيا | ممثلة ل رومانيا |
| --------------- | ------------------------------------------- | ------------------- | --------------------------- | --------------- | --------------- |
| 1985            | بطولة أوروبا لألعاب القوى داخل الصالات 1985 | أثينا، اليونان      | الأول                       | 800 م           | 2:00.51         |
| 1990            | بطولة أوروبا لألعاب القوى 1990              | سبليت               | الخامس                      | 800 م           | 1:58.33         |
| 1991            | بطولة العالم لألعاب القوى داخل الصالات 1991 | إشبيلية، إسبانيا    | الثالث                      | 800 م           | 2:01.79         |
|                 | بطولة العالم لألعاب القوى 1991              | طوكيو، اليابان      | الثالث                      | 800 م           | 1:57.58         |
| 1992            | بطولة أوروبا لألعاب القوى داخل الصالات 1992 | جنوة، إيطاليا       | الأول                       | 800 م           | 1:59.98         |
| 1992            | Olympic Games ‏                              | برشلونة             | السادس                      | 800 م           | 1:57.95         |
| 1992            | World Cup [الإنجليزية]                      | هافانا، كوبا        | الرابع                      | 800 م           | 2:03.05         |
| 1993            | بطولة العالم لألعاب القوى 1993              | شتوتغارت، ألمانيا   | الثالث                      | 800 م           | 1:57.92         |
| 1994            | بطولة أوروبا لألعاب القوى داخل الصالات 1994 | باريس، فرنسا        | الثاني                      | 800 م           | 2:00.49         |
| 1994            | Goodwill Games ‏                             | سانت بطرسبرغ، روسيا | لم يكمل السباق [الإنجليزية] | 800 م           | —               |

## روابط خارجية
- إلا كوڤاتش على موقع الاتحاد الدولي لألعاب القوى (الإنجليزية)
- إلا كوڤاتش على موقع أوليمبيديا (الإنجليزية)
- إلا كوڤاتش على موقع اللجنة الأولمبية الرومانية (الرومانية)